# Ivohibe
Ivohibe è una città e comune del Madagascar situata nel distretto di Ivohibe, regione di Ihorombe. 
La popolazione del comune rilevata nel censimento 2001 era pari a 15 555 unità.